# All day and all of the night
All day and all of the night is een single van de Engelse band The Kinks.

## Tracklist

### 7" Single
Vogue DV 14249 (12-1964)
1. All day and all of the night - 2:20
2. I gotta move - 2:24

### 7" EP
Vogue PNV 24 127 [fr] (1964)
1. All day and all of the night - 2:18
2. I'm a lover not a fighter - 1:59
3. I gotta move - 2:21
4. Long tall shorty - 2:46

## Hitnoteringen
| All day and all of the night | All day and all of the night | All day and all of the night | All day and all of the night | All day and all of the night | All day and all of the night | All day and all of the night | All day and all of the night | All day and all of the night | All day and all of the night | All day and all of the night | All day and all of the night |
| Hitlijst                     | Datum van binnenkomst        | Week:                        | 1                            | 2                            | 3                            | 4                            | 5                            | 6                            | 7                            | 8                            | Laatste notering             |
| ---------------------------- | ---------------------------- | ---------------------------- | ---------------------------- | ---------------------------- | ---------------------------- | ---------------------------- | ---------------------------- | ---------------------------- | ---------------------------- | ---------------------------- | ---------------------------- |
| Tijd voor Teenagers Top 10   | 05-12-1964                   | Positie:                     | 9                            |                              |                              |                              |                              |                              |                              |                              | 05-12-1964                   |
| Tijd voor Teenagers Top 10   | 19-12-1964                   | Positie:                     |                              | 10                           |                              |                              |                              |                              |                              |                              | 19-12-1964                   |
| Nederlandse Top 40           | 02-01-1965                   | Positie:                     | 17                           | 19                           | 19                           | 26                           | 35                           | 30                           | 28                           |                              | 13-02-1965                   |
| Nederlandse Top 40           | 06-03-1965                   | Positie:                     |                              |                              |                              |                              |                              |                              |                              | 38                           | 06-03-1965                   |

### NPO Radio 2 Top 2000
| Nummer met noteringen in de NPO Radio 2 Top 2000 | '99  | '00  | '01  | '02  | '03  | '04  | '05 | '06  | '07  | '08  | '09  | '10  | '11  | '12  | '13  |
| ------------------------------------------------ | ---- | ---- | ---- | ---- | ---- | ---- | --- | ---- | ---- | ---- | ---- | ---- | ---- | ---- | ---- |
| All Day and All of the Night                     | 1107 | 1361 | 1493 | 1983 | 1832 | 1624 | -   | 1796 | 1904 | 1829 | 1635 | 1791 | 1738 | 1518 | 1489 |

1. ↑  Een '-' betekent dat het nummer niet was genoteerd en een vetgedrukt getal geeft de hoogste notering aan.
2. ↑  Deze tabel is bijgewerkt tot en met de laatste editie (2024).

## Cover
In 2013 nam fotomodel Gisele Bündchen een coverversie op.
Bob Marley bracht in 1973 een cover versie uit die verscheen op het album Catch a Fire